# Wang Xueyi
Wang Xueyi (王雪毅S; 3 agosto 1991) è un'altista cinese.

## Palmarès
| Anno | Manifestazione      | Sede        | Evento        | Risultato | Prestazione | Note |
| ---- | ------------------- | ----------- | ------------- | --------- | ----------- | ---- |
| 2017 | Campionati asiatici | Bhubaneswar | Salto in alto | Argento   | 1,80 m      |      |
| 2018 | Giochi asiatici     | Giacarta    | Salto in alto | 4ª        | 1,80 m      |      |